# Mocsarya
Mocsarya (лат.) — род перепончатокрылых насекомых из реликтового семейства оруссиды (Orussidae). 2 вида.

## Ареал
Юго-Восточная Азия (Индонезия и Шри-Ланка), Западная Палеарктика (Греция, Турция, но не в Сирии, как указывалось ранее).

## Описание
Среднего размера оруссиды, длина от 6 до 18 мм. Основная окраска голубовато-зелёная металлически блестящая (задняя часть брюшка иногда красновато-коричневая). Скапус усиков короткий, субцилиндрический. Лабиомаксиллярный комплекс ротовых органов сильно редуцирован, состоит из одного нижнечелюстного и одного нижнегубного члеников. Биология неизвестна. Монофилия рода твёрдо установлена филогенетическими исследованиями, подтверждена уникальными признаками таксона (не сходящимися срединными фронтальными килями головы, наличием полностью развитого продольного латерального киля головы, отсутствием вентрального продольного киля на задних голенях и другими признаками), так что его иногда выделяют в отдельное подсемейство Mocsaryinae или, как минимум, в трибу Mocsaryini (вместе с родом Chalinus).
Таксон Mocsarya был впервые выделен в 1897 году немецким гименоптерологом Фридрихом Вильгельмом Коновым (Friedrich Wilhelm Konow, 1842—1908) на основании типового вида Mocsarya metallica Mocsáry, 1896 (ранее описанного как Orussus metallicus (Mocsáry, 1896). Морфологически и филогенетически близок к роду Chalinus Konow, 1897. Родовое название дано в честь венгерского энтомолога Александр Мочари (Alexander Mocsáry).
- Mocsarya metallica (Mocsáry, 1896) — Индонезия и Шри-Ланка[3][4]
- Mocsarya syriaca Benson, 1936 — Греция, Турция (но не в Сирии, как указывалось ранее)[3][5]